# Pseudostichopus villosus
Pseudostichopus villosus är en sjögurkeart som beskrevs av Jakob Gustaf Gösta Theel 1886. Pseudostichopus villosus ingår i släktet Pseudostichopus och familjen slangsjögurkor. Inga underarter finns listade i Catalogue of Life.